# Пігваська сільська рада
Пі́гваська сільська рада (ест. Pihva külanõukogu, рос. Пихваский сельский совет) — сільська рада в Естонській РСР, адміністративно-територіальна одиниця в складі повіту Тартумаа (1945—1950) та Тартуського району (1950—1954).

## Населені пункти
Сільській раді підпорядковувалися села: Ряні-Иссо (Räni-Õsso), Гааґе (Haage), Пігва (Pihva), Ригу (Rõhu), Ілматсалу (Ilmatsalu), Каасмару (Kaasmaru).

## Історія
13 вересня 1945 року на території волості Тягтвере в Тартуському повіті утворена Пігваська сільська рада з центром у селі Пігва. Головою сільської ради обраний Оскар Нагкор (Oskar Nahkro), секретарем — Аліде Нагкур (Alide Nahkur).
26 вересня 1950 року, після скасування в Естонській РСР повітового та волосного поділу, сільська рада ввійшла до складу новоутвореного Тартуського сільського району.
17 червня 1954 року в процесі укрупнення сільських рад Естонської РСР Пігваська сільська рада ліквідована. Її територія склала південну частину новоутвореної Тягтвереської сільської ради.